# سوگند نایتینگل

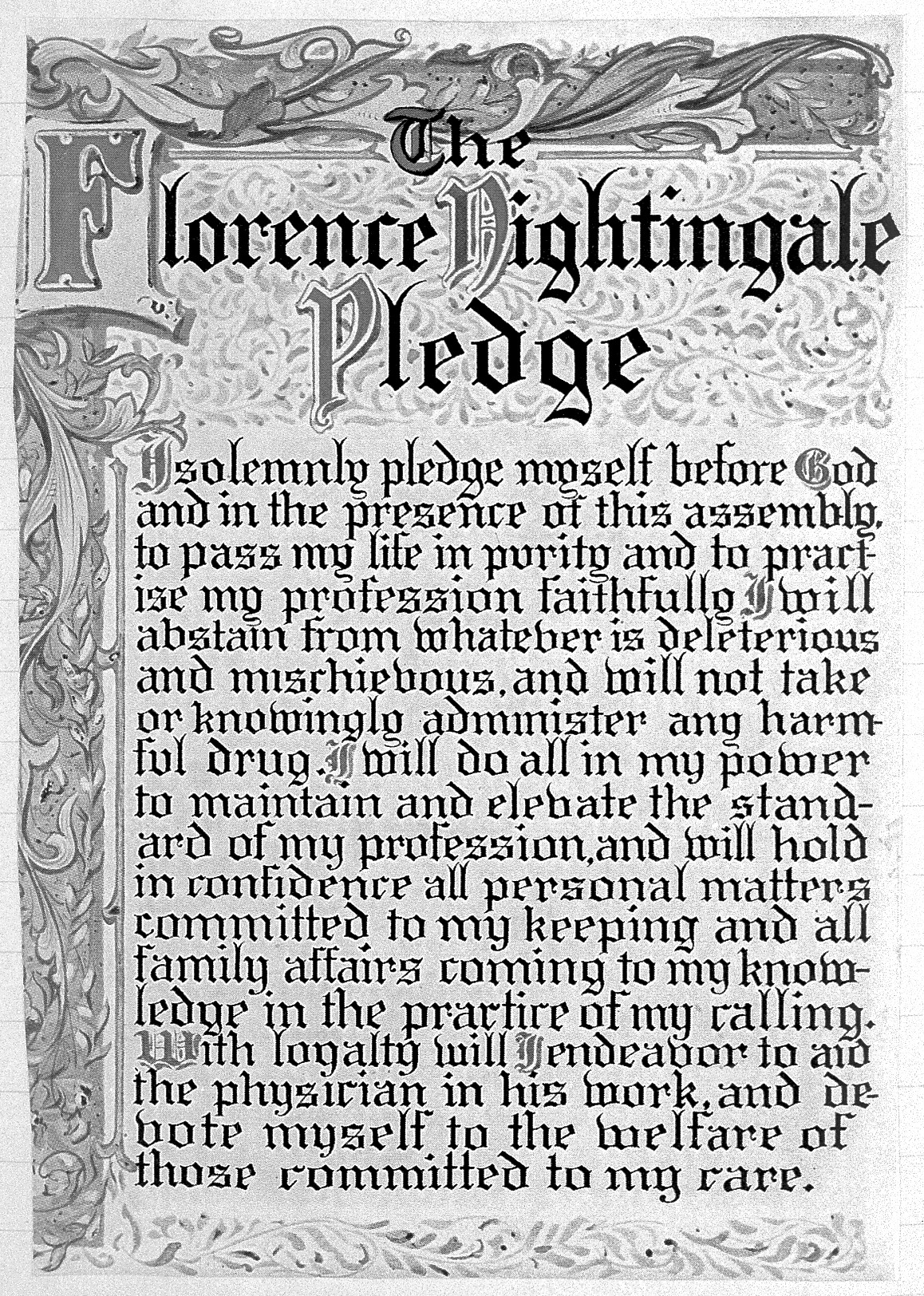
سوگند نایتینگل

سوگند نایتینگل (به انگلیسی: Nightingale Pledge) که به افتخار فلورانس نایتینگل نامگذاری شده‌است نسخه اصلاح شده سوگند بقراط است. Lystra Gretter و کمیته‌ای برای Grace School Training Farrand برای پرستاران در دیترویت، میشیگان این تعهد را در سال ۱۸۹۳ ایجاد کردند. گرتر، با الهام از کار نایتینگل، بنیانگذار پرستاری مدرن، این تعهد را مدیون کار کمیته خود دانست، اما خودش «روح متحرک پشت این ایده» برای این سوگند در نظر گرفته شد.

## تاریخچه
سوگند نایتینگل، بیانیه‌ای از اخلاق و اصول حرفه پرستاری در ایالات متحده است و در خارج از ایالات متحده استفاده نمی‌شود. این سوگندنامه شامل عهد برای «پرهیز از هر چیز زیان‌آور و شرارت‌آمیز» و «با غیرت به دنبال پرستاری از مریضان، در هر کجا که هستند و هر زمان که نیاز دارند، باشند». در سال ۱۹۳۵ در تجدید نظر در سوگند، گرتر نقش پرستار را با گنجاندن سوگند برای تبدیل شدن به «مأمور سلامت» که به پیشرفت «رفاه بشری» اختصاص داده شده‌است - گسترش تمرکز پرستاران در کنار بستر به رویکردی که سلامتی عموم مردم را در بر می‌گیرد، گسترش داد.
پرستاران ایالات متحده چندین دهه است که این سوگند را در مراسم پینینگ می‌خوانند. در سال‌های اخیر، بسیاری از دانشکده‌های پرستاری ایالات متحده تغییراتی در نسخه اصلی یا ۱۹۳۵ ایجاد کرده‌اند و اغلب عبارت «وفاداری به پزشکان» را حذف کرده‌اند تا حرفه پرستاری مستقل‌تری را با استانداردهای اخلاقی خاص خود ترویج کنند.